# LAMD
LAMD(영어: Low Altitude Missile Defense)는 LIG넥스원과 한화시스템이 개발하고 있는 한국군의 무기체계이다. 한국형 아이언 돔으로도 불리는 LAMD 개발은 북한군이 보유하고 있는 장사정포 요격을 목표로 하고 있으며 언론에서는 한국형 장사정포 요격체계라는 이름으로도 불리고 있다.

## 시험
2022년 2월 23일 국방과학연구소 주관으로 충남 태안군 안흥종합시험장에서 L-SAM에 앞서 진행한 장사정포 요격체계의 시험발사도 성공리에 진행된 것으로 전해졌다.

## 같이 보기
- L-SAM
- C-RAM